# 872

## Догађаји
- Википедија:Непознат датум — Владавина династије Абасида у Багдаду.

- Санчо III Митара постаје оснивач и први 'краљ' независног Војводства Гаскоња, са лабавим везама са Франачким краљевством.
- 18. мај – Након успешне кампање против Сарацена, Луј II је по други пут крунисан за римског цара („Цар Франака“) јер је преобратио Муваладуне и арапску елиту.
- 18. јул  – Битка код Хафрсфјорда: Нордијски владар Харалд Лепокоси однео је велику поморску победу код Хафрсфјорда, код Ставангера. Постаје (са 18 година) први краљ Норвешке. Харалдова освајања и систем опорезивања довели су многе викиншке поглавице и њихове следбенике да емигрирају на Британска острва, и на Исланд.
- Јесен – Велика паганска армија се враћа у Нортумбрију, да угуши побуну код Јорка. Краља Егберта и његовог архиепископа Вулфхера протерују из Нортумбрије и беже у Мерсију.
- Данци, предвођени Халфданом и Гутрумом, оснивају зимницу у Торксију у Краљевини Линдзи (сада део Линколншира). Краљ Бургред плаћа данак (Данегелд) у замену за 'мир'.
- Краљ Артгал од Стратклајда је убијен, уз помоћ краља Константина од Албе (савремена Шкотска) и његових савезника Викинга. Артгалов син, Рун, наслеђује престо Стратклајда.
- Побуна Занџа: Занџи (црни робови из источне Африке) побеђују абасидске снаге, предвођене калифским регентом Ел-Мувафаком (братом халифе Ал-Мутамида). Непријатељства у Месопотамији (Јужни Ирак) ће заокупити Ал-Муваффак, а Зањ ће остати у офанзиви у наредних неколико година.
- У Египту, прву болницу изградио је у Каиру гувернер Абасида Ахмад ибн Тулун. Лиценцирање лекара постаје обавезно у Абасидском калифату.
- Фуџивара но Јошифуса, јапански регент (сесшо), умире у свом родном Кјоту, владавши од 858. На месту поглавара клана Фуџивара наследио га је син Фуџивара но Мотоцуне.
- 14. децембар – Умире папа Хадријан II (у 80. години), после петогодишње владавине. Наследио га је VIII, као 107. папа римски.